# Polcirkeln, Gällivare kommun
Polcirkeln är en by och tågmötesstation Gällivare socke i södra delen av  Gällivare kommun i Lappland, cirka en kilometer norr om polcirkeln.
Polcirkeln ligger i Gällivare socken, längs Malmbanan, cirka 10 kilometer nord-nordöst om Murjek, cirka 70 kilometer söder om Gällivare och cirka 99 kilometer norr om Boden. Byn har en järnvägsstation som var i drift mellan den 18 november 1891 och  den 1 juni 1986. Den  ligger strax öster om kommungränsen mot Jokkmokks kommun. 900 meter söder om stationen ligger den ''Geografiska polcirkeln'', en järnvägshållplats med alternativnamnet Nuorttagievlle.  som 1993 öppnades för turisttrafik. 
Råneälven ligger cirka fyra kilometer öster om Polcirkelns by.
Länsväg BD 810 genomkorsar byn.
Bergen Norr-Kaipa (360 m ö.h.) samt Sör-Kaipa ligger strax sydost om byn. I öster ligger även Kaipabäcken som rinner söderut mot Råneälven. Sjön Partimjaure ligger cirka 5 kilometer söder om Polcirkeln.
I maj 2018 fanns det enligt Ratsit 26 personer som är över 16 år och som är registrerade med Polcirkeln som adress.